# Ivo Begović
Ivo Begović (Dubrovnik, 22. ožujka 1993.), hrvatski je vaterpolist. Igra za VK Solaris Šibenik. Visok je 188 cm i težak 108 kg.

## Vanjske poveznice
- Facebook